# Tram ATAC: motrici MRS
I tram serie 2000 dell'azienda municipale di Roma sono state un gruppo di 132 motrici a carrelli monodirezionali entrate in servizio dal 1927 al 1930.

## Storia
Nella seconda metà degli anni '20 la vettura bidirezionale a due assi inizia ad apparire un veicolo superato per la scarsa capacità di trasporto, ciò che rende necessaria l'adozione del rimorchio sulle linee più affollate e l'antieconomico impiego di due fattorini. In vista della riforma che deve ridurre le linee tranviarie ad un sistema portante ad alta capacità l'ing. Roberto Saglio, direttore dell'azienda, pone allo studio una vettura rivoluzionaria che, per l'intenzione di eguagliare la capacità di un convoglio motrice-rimorchio, viene chiamata "moto-rimorchiata". Aggiungendo l'iniziale del progettista le nuove vetture sono chiamate MRS, acronimo di Moto-Rimorchiata-Saglio. 
Le due prime motorimorchiate sono consegnate dalla Carminati e Toselli nel 1927 e sono immatricolate come 2001 e 2003 anche se da disegni ATAG appare che la prima MRS avrebbe dovuto essere numerata 901, non essendo ancora giunte le otto finestrini a comando indiretto. Per celebrare degnamente il nuovo tram venne fuso uno speciale stemma in bronzo con il fascio littorio, installato al posto dell'usuale stemma di Roma su tutte le vetture della serie, stemma poi sparito all'indomani del 25 luglio 1943. Essendo considerate dei prototipi sono sottoposte a una lunga serie di prove e modifiche, operazioni necessarie a stabilire i criteri per la costruzione delle vetture di serie.

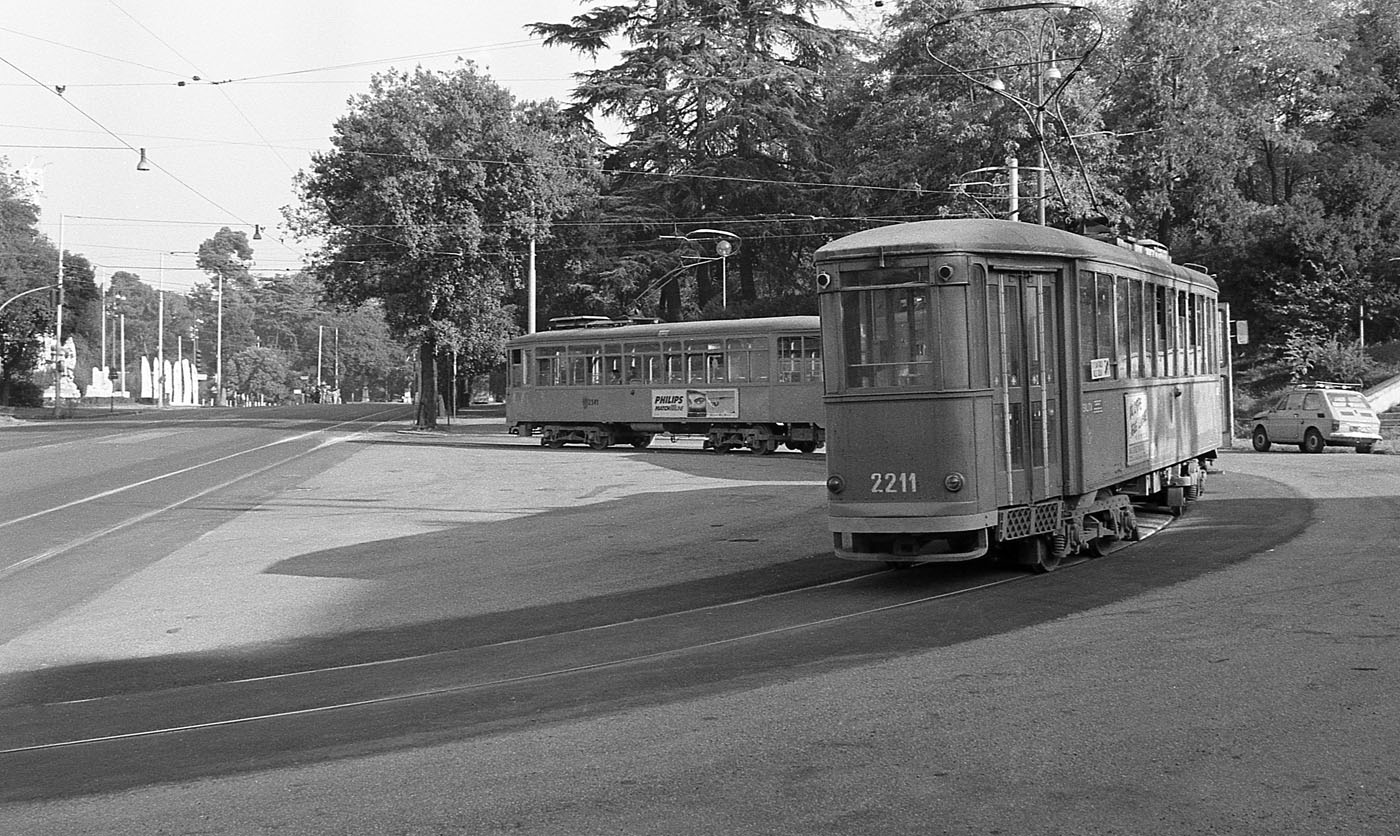
Roma due motrici a Valle Giulia nell'estate del 1989

L'equipaggiamento elettrico è il sistema di comando semidiretto già sperimentato sulle ultime otto finestrini, con controller B54 e teleruttore di linea DB986, che qui è posto al centro del sottocassa. Questo è l'equipaggiamento definitivo, perché almeno per la 2001 alcune fotografie mostrano un usuale controller a comando diretto. Sulle due motrici (o solo su una di esse?) fu anche sperimentato il sistema di frenatura elettrica a recupero Breda-Somaini; le vettura modificata fece esclusivamente servizio sulla linea per Monte Mario, tutta in notevole pendenza, ma i contatori allo scopo installati non dovettero registrare una sensibile convenienza, dato che di lì a pochi mesi la motrice sarà riportata nelle condizioni di origine.
Le MRS emulano il convoglio motrice-rimorchio anche adottando il curioso schema dell'aderenza parziale, col carrello anteriore motore e quello posteriore portante, una scelta non troppo felice che porta a una cronica deficienza di aderenza delle vetture, problematica quando, di li a trent'anni, le vetture dovranno marciare in promiscuità col traffico automobilistico. È da notare che in alcune immagini della 2001 si nota un accoppiatore pneumatico sul frontale posteriore, destinato al collegamento di un rimorchio. la scarsa aderenza della motrice deve aver però fatto apparire problematico il traino di un rimorchio. La cabina di guida risulta notevolmente infelice per le piattaforme completamente a sbalzo rispetto ai carrelli e quindi necessariamente molto rastremate per non uscire fuori sagoma nelle curve. Gli accessi sono privi di porte.
Le due vetture adottano carrelli di costruzione Brill, con ruote a raggi a semplice sospensione, con passo di 1400 mm per quello portante e 1 850 mm per quello motore, con due motori CT136 da 58 CV. Salvo una parte delle vetture di terza serie tutte le MRS sono state costruite dalla Carminati & Toselli di Milano.

## Vetture di prima serie
A prove concluse tra il 1928 e il 1930 entra in servizio una prima serie di 30 vetture uguali ai due prototipi nella cassa, che presenta una metà posteriore di sedili longitudinali (una panca per parte) e una metà anteriore di sedili trasversali. La piattaforma anteriore è separata dalla corsia passeggeri a mezzo di una porta scorrevole a due ante, mentre posteriormente non vi è alcuna porta e si passa direttamente dalla piattaforma alla corsia passeggeri. L'equipaggiamento elettrico è lo stesso dei prototipi. I carrelli sono una versione del Brill migliorata dalla Carminati. Gli accessi rimangono privi di porte.

## Vetture di seconda serie
Una seconda serie di 70 vetture viene fornita nel 1930, divisa in due gruppi di 60 e 10 vetture che si differenziano per l'applicazione dei carrelli Brill e dei Fiat-Commonwalt. Rimangono invariati equipaggiamento elettrico e cassa, ma appare qui una porta a libretto a quattro antine all'accesso anteriore, quello posteriore rimanendo aperto. L'ultima vettura del gruppo, la 2203, si presenta invece con la porta su ambo gli accessi, ad emulazione della terza ed ultima serie di vetture. In tutte le vetture di seconda serie il passo dei carrelli è variato da 1 850 a 1 700 mm per quello motore e da 1 400 a 1 450 mm per quello portante.

## Vetture di terza serie

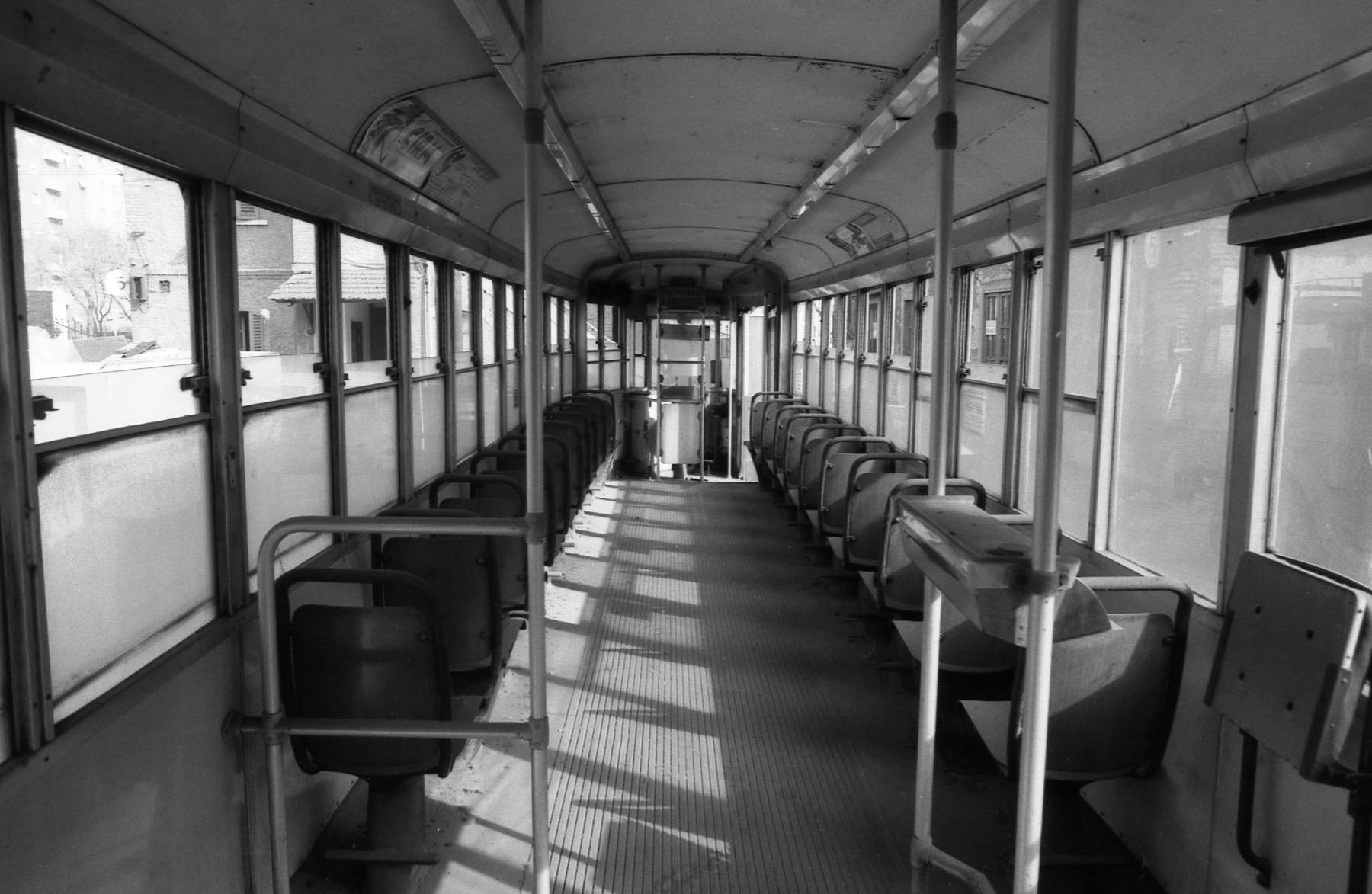
Interno di un tram MRS 300 ex STEFER, a destra il posto del bigliettaio

L'ultimo gruppo di vetture, fornito tra il 1930 e i primi mesi del 1931, adotta le disposizioni elettriche delle vetture di seconda serie primo gruppo e i carrelli a passo modificato, ma si presenta con una cassa più moderna che esclude parti in legno, dotata di porta ad ambo gli accessi e la disposizione interna dei sedili frontemarcia (quelli allora detti tipo Roma). Le vetture di terza serie fanno da modello per le MRS 300 acquistate dalla STEFER nel 1935 per la rete delle tranvie dei Castelli Romani.

## Servizio

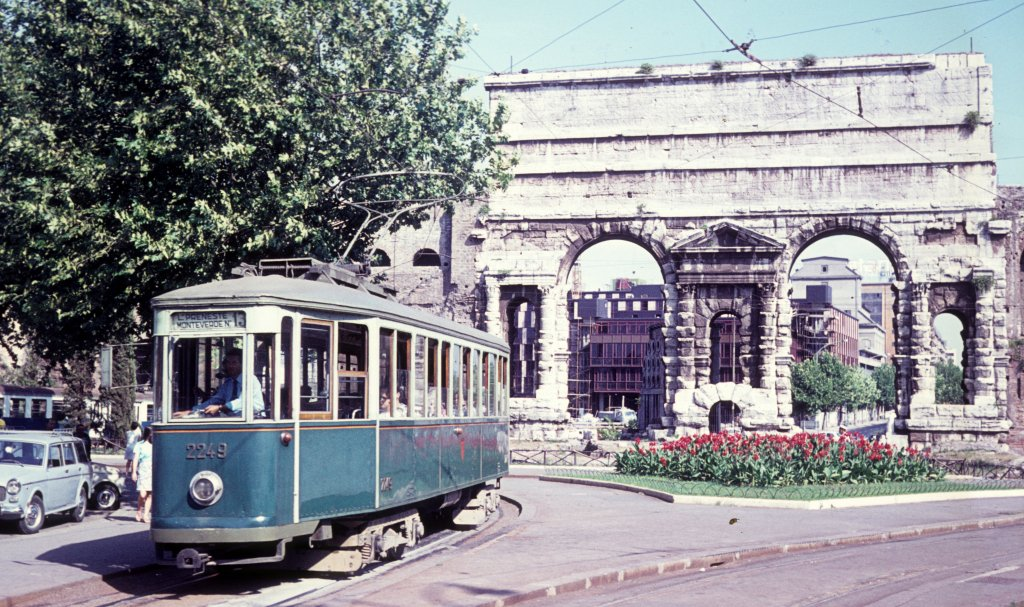
Vettura n. 2249 in livrea a due toni di verde, a Porta Maggiore nel 1970

Le MRS vengono messe inizialmente in circolazione sulla circolare interna (nera), per poi passare sulla esterna (rossa) nel 1936, quando sulla nera vengono impiegate le articolate MATER. Altre linee tipiche per le MRS fino alla guerra il 7 per via Nomentana fino al 1937 e il 35 per Monte Mario. A partire dagli anni '50, quando sono distribuite su un maggior numero di linee, inizia un processo di aggiornamento che riguarda soprattutto le vetture di prima e seconda serie. Una prima serie di modifiche è dettata dalla necessità di migliorare la marcia delle vetture e ridurne il rumore; a tale scopo le ruote a razze fuse sono sostituite con ruote elastiche brevetto SAGA-TIBB comprendenti elementi in gomma compressa; gli ingranaggi della trasmissione, a denti diritti, sono sostituiti da altri a denti inclinati, mentre il motocompressore è montato su supporti di gomma. Nel 1956, dopo un lungo tentennamento e sulla spinta di un incidente, inizia l'installazione della porta agli accessi che ne sono sprovvisti, conclusa nel 1959. Negli anni a seguire, fino alla fine degli anni settanta, ulteriori modifiche riguardano particolari minori dei posti guida (come spostamenti o soppressioni di lampade, sostituzioni di rubinetti, etc).

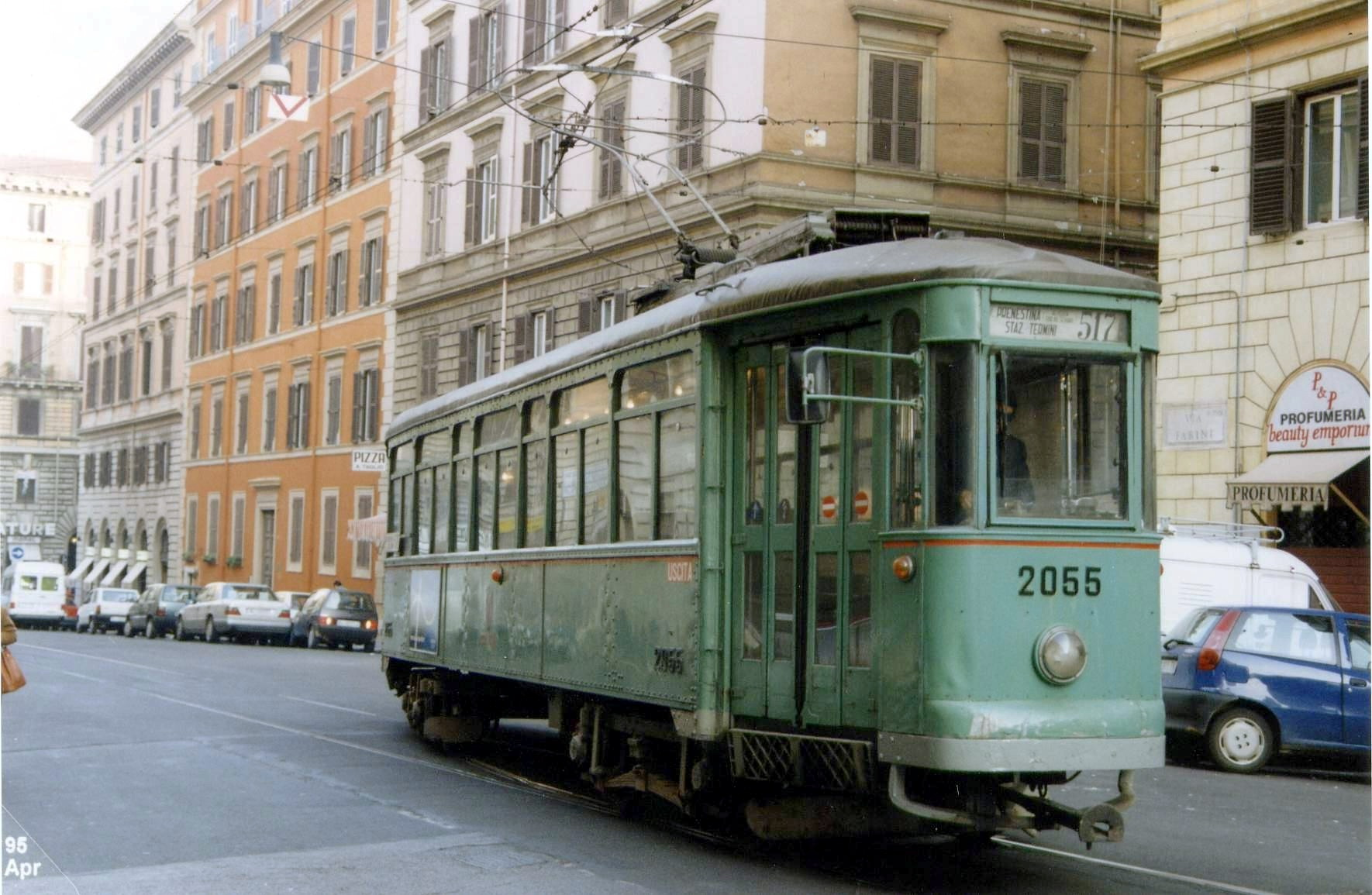
motrice ATAC 2055 linea 517

Negli anni ottanta, quando le vetture hanno ormai mezzo secolo di servizio alle spalle, viene predisposto un piano di ammodernamento di tutto il parco per poterne proseguire l'utilizzo almeno fino all'anno 2000. Il progetto prevede la completa ricostruzione delle casse, l'applicazione dei pattini e l'apertura di una terza porta centrale per migliorare l'accessibilità del rotabile, e coinvolge anche le vetture di prima serie in barba allo stato dilabente in cui ormai si trovano. Di questo programma verrà poi fatto ben poco. L'inconveniente cronico delle MRS è sempre stata la scarsa aderenza che caratterizza il rotabile e questa scarsità di aderenza si è sempre rilevata particolarmente pericolosa in fase di frenatura con inaspettati e spesso interminabili slittamenti delle ruote, specie del carrello posteriore, e conseguenti incidenti. Con la decisione di installare sulle motrici un freno elettromagnetico a pattini, l'ATAC accanto a questo freno prevede anche l'introduzione di un sistema di alimentazione a bassa tensione. Nell'autunno 1980 iniziò la trasformazione della vettura 2137, una seconda serie dotata di carrelli Carminati, per l'esperimento di un primo gruppo di modifiche, comprendenti in primo piano l'applicazione dei pattini elettromagnetici per i quali si erano avute pressanti richieste da parte del personale di guida, fu la 2137. Per una seconda vettura da modificare fu scelta la 2187, una seconda serie con carrelli Fiat-Commonwealth; infine fu la volta di una prima serie con carrelli Brill-Carminati, la 2063, per quanto assurda potesse apparire la ricostruzione di un rotabile già all'apparenza abbastanza primitivo.

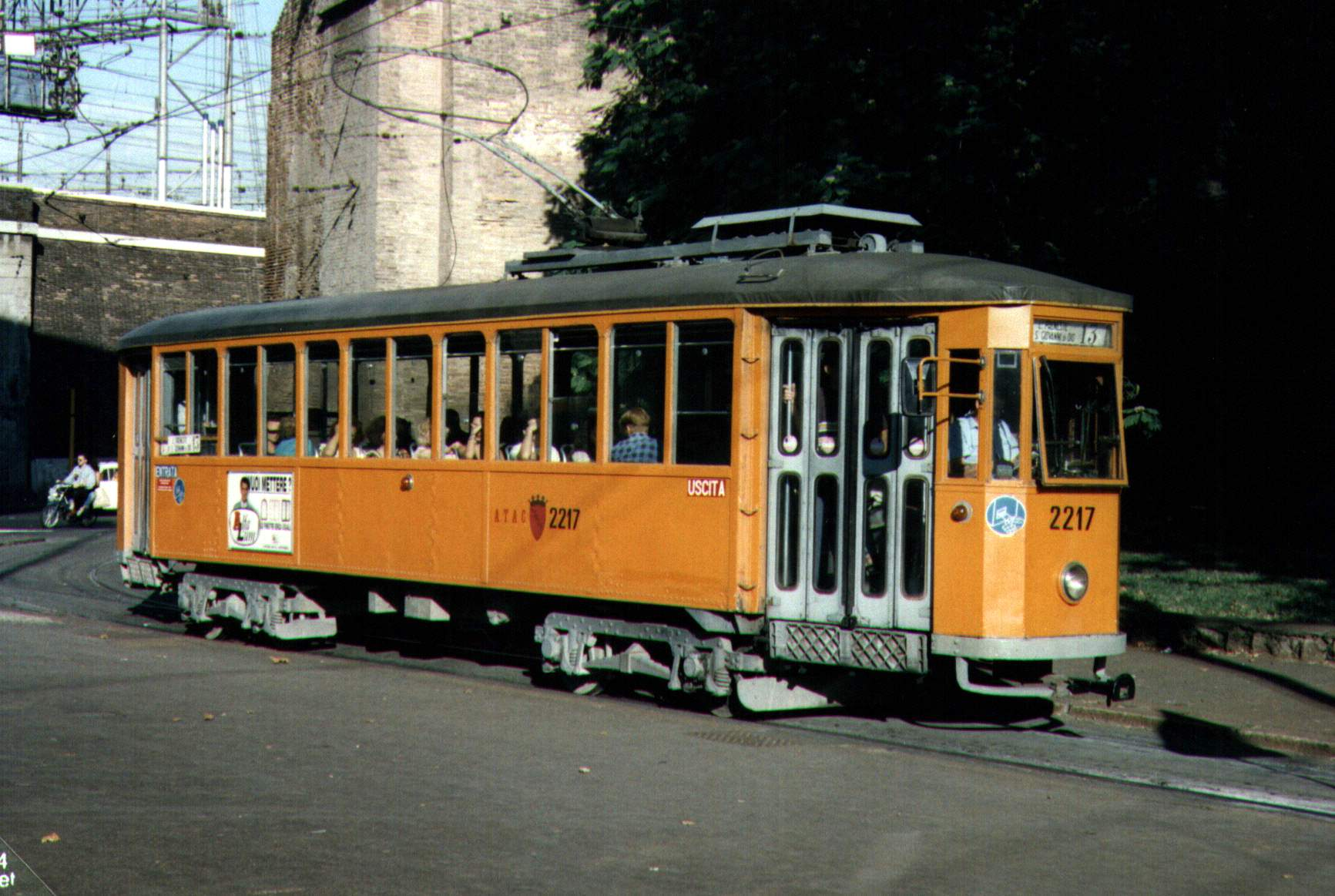
Motrice ATAC 2217 linea 13

Messi in servizio i prototipi, l'ATAC è decisa a portare a termine il programma di ricostruzione generale delle MRS o almeno di quelle in migliori condizioni, in previsione di un lungo uso delle stesse, tanto che le vetture modificate che appariranno dopo i tre prototipi avranno anche la cassa completamente ricostruita con esclusione di parti in legno. È da notare che l'aggiunta della porta centrale, che avrebbe risolto il problema della scarsa accessibilità della vettura, non è stata purtroppo realizzabile, probabilmente per la difficoltà di interrompere la continuità del telaio in corrispondenza dei gradini di accesso. Come spesso è avvenuto a Roma, non seguendo un piano di lavoro prestabilito ma procedendo per lo più secondo l'estro del momento (come al tempo delle rinnovate), si è avuta una notevole varietà di vetture ricostruite.

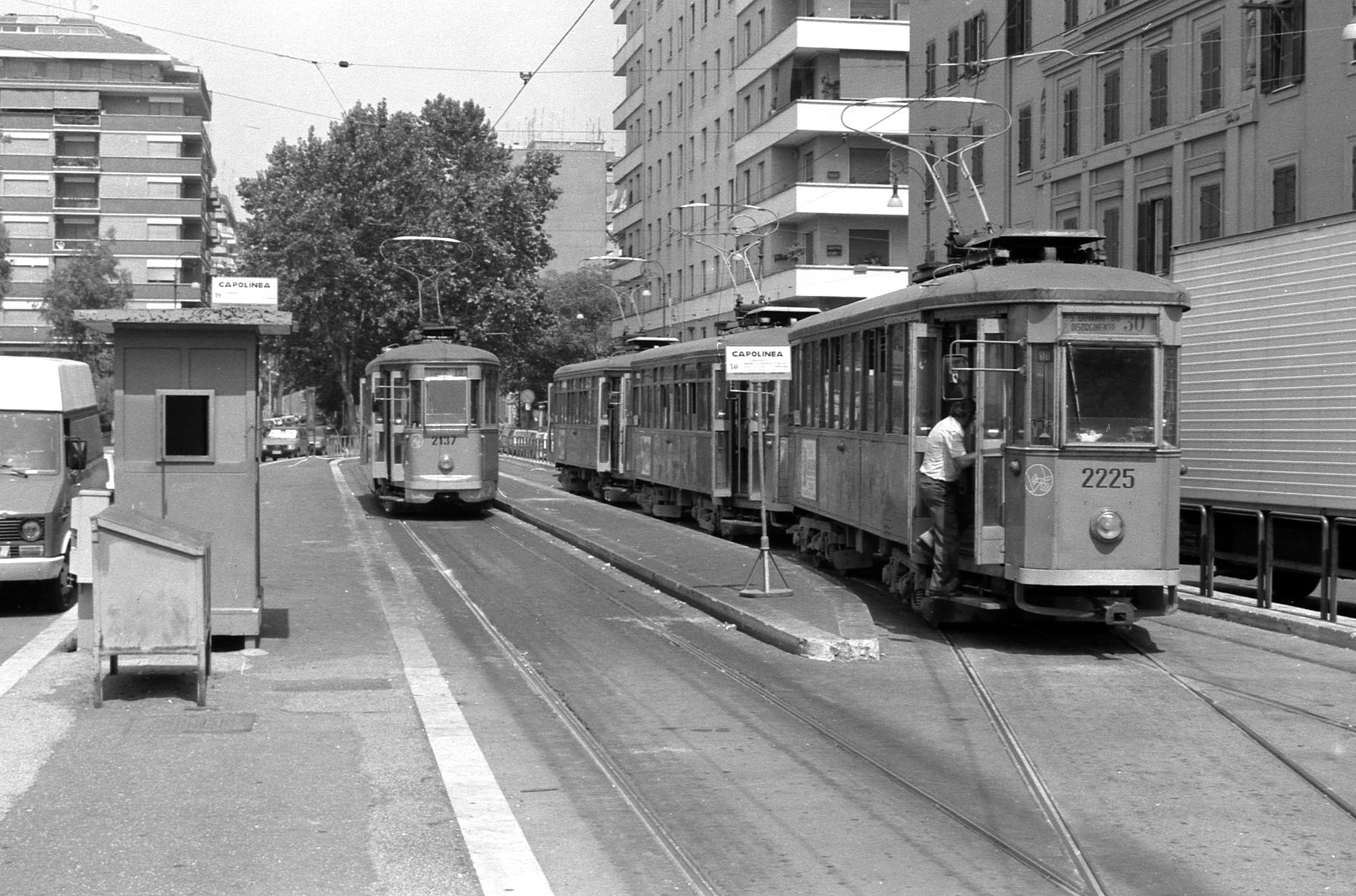
Il capolinea del 30 a piazza Mancini nell'estate del 1989

A questo punto il programma di ricostruzione delle MRS subisce un momentaneo arresto, che diverrà ben presto definitivo; l'urgenza di installare i freni a pattini sembra quasi dimenticata, anche per una mutata situazione generale meno esposta agli estremismi; si fa avanti, all'ATAC, l'idea di rinunciare alla ricostruzione delle MRS, in attesa dell'ordinazione si nuovi rotabili. Siamo alla fine degli anni Ottanta e poco dopo inizieranno le prime radiazioni di MRS, cominciando dalla prima serie. 

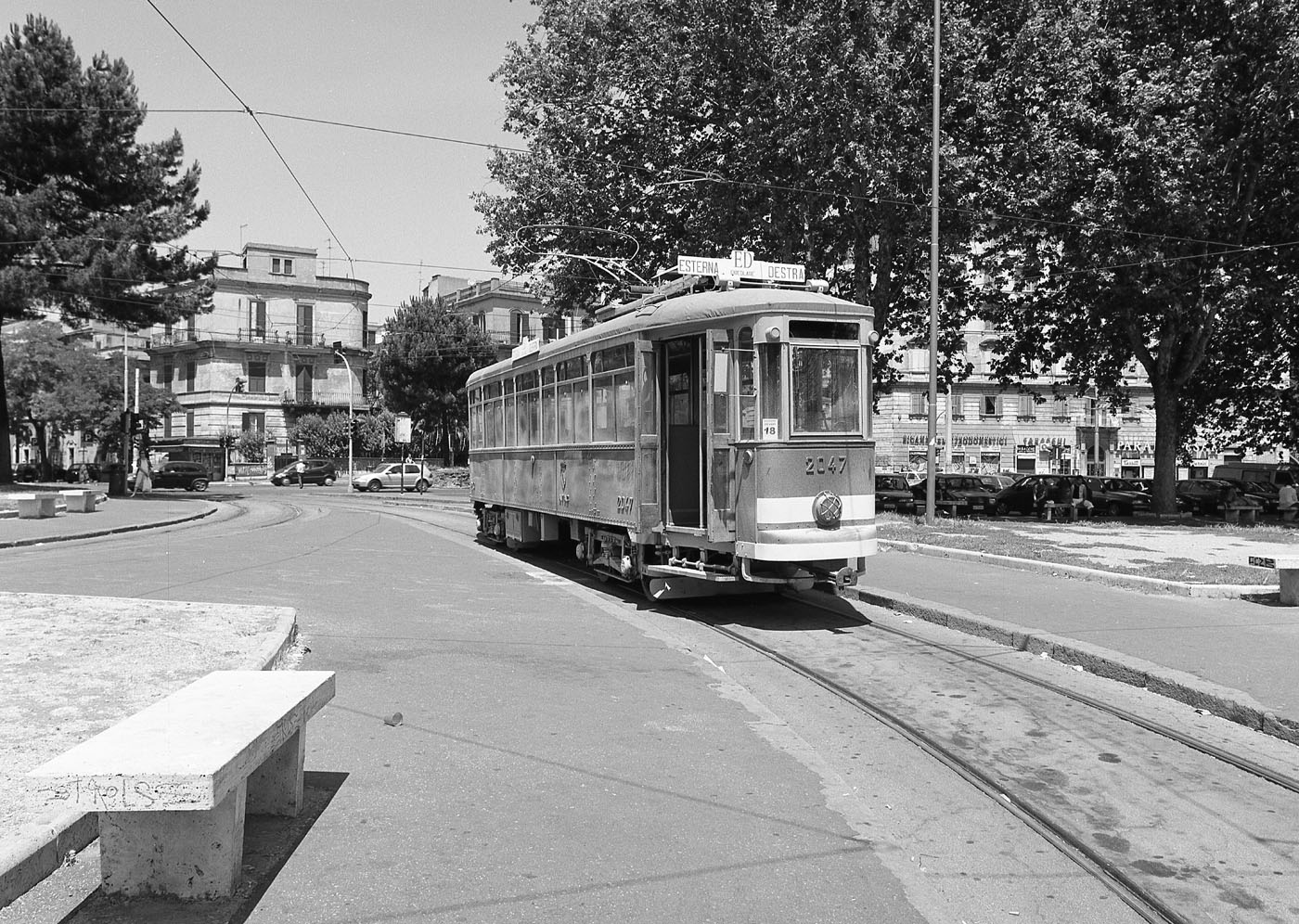
Una delle 2 motrici storiche MRS la (2047) conservata dall'ATAC, fotografata a Porta Maggiore nell'estate del 2003

Negli anni seguenti si assottiglia il parco delle MRS in esercizio; sempre più raro vedere delle prime serie in giro, anzi ad un certo punto tutta la prima serie risulta ufficialmente radiata, con l'eccezione delle rinnovate 2001 e 2063, la seconda delle quali peraltro giacente in abbandono; negli anni immediatamente successivi, con l'entrata in servizio delle nuove motrici Socimi e con la decisione di non ammettere più in servizio motrici senza freno a pattini, spariscono dalla rete quasi tutte le MRS, restando in circolazione solo quelle rinnovate e non tutte, perché nel frattempo anche la 2063 è stata demolita. L'ultimo giorno di servizio delle MRS prive di pattini elettromagnetici è stato il 29 febbraio 1996.
Entro il 2003 le restanti MRS sono tolte dal servizio ed avviate alla demolizione; si salvano la 2137 trasformata (insieme alla Stanga 7021) in tram ristorante e le 2035 e 2047 mantenute quali rotabili storici.

## Numerazione
Trattandosi di vetture a carrelli non si va a seguito dell'ultima otto finestrini (1055) ma si inizia un nuovo migliaio. Ai prototipi 2001 e 2003 segue una prima serie di 30 vetture (2005-2063), una seconda serie di 60 (2065-2183) e 10 (2185-2203) vetture, e una terza serie di 30 vetture (2205-2263). Un'ulteriore vettura, numerata 2265, è l'ex due piani sperimentale del 1936. 

## Riepilogo dati
| Vetture | Vetture | Anno | {{Abbr\|Costr.\|Costruttore}} | Eq. e. | {{Abbr\|Lungh.\|Lunghezza}} ([[Milli (prefisso)\|m]][[Metro\|m]]) | Tara ([[tonnellata\|t]]) | Carrelli   | Passo (mm) | Passo (mm) | Motori | Potenza ([[Cavallo vapore\|CV]]) | Freni |
| Vetture | Vetture | Anno | {{Abbr\|Costr.\|Costruttore}} | Eq. e. | {{Abbr\|Lungh.\|Lunghezza}} ([[Milli (prefisso)\|m]][[Metro\|m]]) | Tara ([[tonnellata\|t]]) | Carrelli   | ant.       | post.      | Motori | Potenza ([[Cavallo vapore\|CV]]) | Freni |
| 2001-2003 | 2       | 1927 | CT                            | CGE    | 13 000                                                            | 15                       | Brill*     | 1 850      | 1 400      | CT136  | 2×58                             | P R M |
| 2005-2063 | 30      | 1928 | CT                            | CGE    | 13 000                                                            | 15                       | Brill**    | 1 850      | 1 400      | CT136  | 2×58                             | P R M |
| 2065-2183 | 60      | 1930 | CT                            | CGE    | 13 000                                                            | 15                       | Carminati  | 1700       | 1450       | CR139  | 2×57                             | P R M |
| 2185-2203 | 10      | 1930 | CT                            | CGE    | 13 000                                                            | 15                       | Fiat Comm. | 1700       | 1450       | CR139  | 2×57                             | P R M |
| 2205-2233 | 15      | 1934 | CT                            | CGE    | 13 000                                                            | 15                       | Carminati  | 1700       | 1450       | CR139  | 2×57                             | P R M |
| 2235-2263 | 15      | 1934 | OM                            | CGE    | 13 000                                                            | 15                       | Carminati  | 1700       | 1450       | CR139  | 2×57                             | P R M |
| Freni: P, pneumatico diretto e automatico su due condotte; R, elettrico reostatico; M, a mano. * Gli originari carrelli Brill sono stati sostituiti negli [[Anni 1930\|anni trenta]] da carrelli Carminati per la 2003 e da carrelli Commonwealth per la 2001. ** Carrelli Brill per le 2019, 2033-2039, 2045-2049; Brill-Carminati per le 2005-1013, 2017, 2021-2031, 2041,2043, 2053-2063. Per le 2015 e 2051 non è stato possibile stabilire il tipo di carrelli. C.&T., Carminati e Toselli; OM, Officine meccaniche meridionali. |         |      |                               |        |                                                                   |                          |            |            |            |        |                                  |       |